# Gerhard Lagleder
Pater Gerhard Tonque Lagleder OSB (* 2. Juli 1955 in Regensburg) ist Benediktinermönch der Abtei Inkamana in Südafrika in der Diözese Eshowe, der Präsident der Brotherhood of Blessed Gérard und ein Ehrenkonventualkaplan des Souveränen Malteser-Ritterordens.

## Leben
Gerhard Lagleder wurde 1955 als Sohn eines Lehrers geboren. Er wuchs mit zwei Geschwistern in Regensburg auf. Er besuchte das Gymnasium in Regensburg, danach von 1973 bis 1974 das Bischöfliche Studienseminar in Straubing und von 1974 bis 1976 das Bischöfliche Studienseminar in Weiden in der Oberpfalz, wo er 1976 das Abitur ablegte. Er engagierte sich außerdem von Jugend an als Mitglied des Malteser Hilfsdienstes und wurde zum Rettungssanitäter ausgebildet.
1976 begann er das Studium der Philosophie und Theologie an der Universität Regensburg und trat dort auch ins Priesterseminar ein. Sein Freisemester verbrachte er an der Philosophisch-Theologischen Hochschule Sankt Georgen in Frankfurt am Main. 1981 schloss er sein Studium mit dem Diplom ab. Seine Diplomarbeit hatte den Titel „Das Neue in der Geistlichen Tradition des Johanniterordens“. Anschließend studierte er an der Universität Regensburg weiter für das Cura-Examen und arbeitete im Seelsorgepraktikum in Dingolfing. Dort arbeitete er auch als Diakon weiter.
Am 26. Juni 1982 wurde Lagleder im Regensburger Dom durch Bischof Rudolf Graber zum Priester geweiht, nachdem er fünf Monate vorher in der Kirche St. Pius in Landshut zum Diakon geweiht wurde. Am 3. Juli feierte er seine Primiz in der Kirche St. Cäcilia. Am 1. September 1982 trat er in St. Ottilien in den Orden der Missionsbenediktiner ein und erhielt seinen Ordensnamen Gerhard Tonque. Nach seiner zeitlichen Profess am 15. September 1983 und seiner ewigen Profess am 14. September 1986 war er als Exerzitien- und Schulseelsorger sowie Religionslehrer am Rhabanus-Maurus-Gymnasium in St. Ottilien tätig. 
Am 6. Januar 1987 wurde Lagleder als Missionar nach Südafrika in die Abtei Inkamana ausgesandt. Dort wirkte er drei Jahre als Kaplan in Mahlabatini und anschließend von 1990 bis 1997 als Pfarrer von Mangete und von 1991 bis 2001 als Pfarrer von Mandini. Am 24. Oktober 1994 wurde Lagleder als Magistralkaplan in den Souveränen Malteser-Ritterorden aufgenommen und am 16. Oktober 2005 Ehren-Konventualkaplan. Von 1996 bis 2002 war er Dekan des Dekanates Eshowe.
Am 28. Oktober 1992 wurde die Brotherhood of Blessed Gérard als Hilfsorganisation des Malteserordens gegründet. Zwischen 1992 und 2004 wurden eine Reihe von Projekten gestartet: 1992 ein Hilfsfonds für arme Kranke, 1993 ein Nothilfe-Fonds, ein Stipendien-Fonds, eine Klinik für unterernährte Kinder, eine Haushaltsschule, ein Seniorenclub und ein Entwicklungshilfe-Zentrum, 1994 ein HIV/AIDS-Aufklärungsprogramm, 1995 ein Kindergarten und ein Katastrophenhilfe-Projekt, 1996 ein Pflege-, Sozial- und Hospiz-Zentrum, 1999 ein Erste-Hilfe-Dienst und 2000 ein Kinderheim.
2001 wurde Pater Lagleder von der Abtei Inkamana beauftragt, sich ganz seiner Tätigkeit als Präsident der Brotherhood of Blessed Gérard zu widmen. Seit 2003 betreibt die Organisation unter Leitung von Pater Gerhard ein AIDS-Therapieprogramm (HAART).

## Schriften
- Die Ordensregel der Johanniter/Malteser. Eos-Verlag, St. Ottilien 1983, ISBN 3-88096-151-4.